# Ткачов Микола Гаврилович
Микола Гаврилович Ткачов (біл. Мікалай Гаўрылавіч Ткачоў; 8 березня 1918 — 20 квітня 1979) — білоруський письменник і журналіст.

## Біографія
Народився у селі Горанка Краснопільського району Могильовської області у селянській сім'ї. Закінчив планово-економічний факультет Білоруського державного економічного університету. Під час німецько-радянської війни Ткачова призвали до Червоної армії, брав участь у боях на фронті і партизанській боротьбі в тилу ворога. Після війни працював відповідальним секретарем у редакції могильовської обласної газети «За Батьківщину». Очолював літоб'єднання «Придніпров'я» при обласній газеті, працював над рукописом свого роману «Згуртованість» про партизанський рух на Могильовщині, учасником якого був. Після переїзду в Мінськ працював відповідальним секретарем часопису «Полум'я», головним редактором «Література і мистецтво» (1957–1959). У 1959–1972 роках займав посаду відповідального секретаря правління Союзу білоруських письменників, потім заснував і очолив як директор видавництва «Мистецька література» (1972–1979). Сьогодні центральна районна бібліотека у Краснопіллі носить його ім'я.

## Твори
- 1938 р. — часопис «Полум'я революції», надруковане перше оповідання «На кордоні»
- 1951 р. — роман «Згуртованість»
- 1962 р. — пераклав на білоруську мову збірник оповідань В.Рошки «Що мої очі бачили»
- 1963 р. — збірник «Пошуки скарбів»
- 1975 р. — пераклав на білоруську мову повість М.Прилежаєвої «Життя Леніна»
- 1976 р. — нарис «Дорога боротьби», який увійшов у збірник «Їх справи золотом горять»
- 1978 р. — збірник прози «Подих вогню».